# Lueta
Lueta eller Lweta är ett vattendrag i Kongo-Kinshasa, ett biflöde till Kasaï. Det rinner genom provinserna Lualaba och Kasaï Central, i den södra delen av landet, 800 km öster om huvudstaden Kinshasa.